# Prvenstvo Jugoslavije u velikom rukometu za žene 1952.
Prvenstvo Jugoslavije u velikom rukometu za žene za 1952. je treći put zaredom osvojio Zagreb.

## Savezno prvenstvo
Završni turnir igran u Zagrebu.
| mj | klub                    | ut | pob | ner | por | gol+ | gol- | bod |
| -- | ----------------------- | -- | --- | --- | --- | ---- | ---- | --- |
| 1. | Zagreb (Zagreb)         | 2  | 2   | 0   | 0   | 11   | 1    | 4   |
| 2. | Crvena zvezda (Beograd) | 2  | 0   | 1   | 1   | 2    | 7    | 1   |
| 3. | Enotnost (Ljubljana)    | 2  | 0   | 1   | 1   | 4    | 10   | 1   |

## Republička prvenstva

### Hrvatska
Prvenstvo Hrvatske u velikom rukometu za žene za 1952. je osvojio Zagreb.
Konačni poredak:
1. Zagreb (Zagreb)
2. Lokomotiva (Zagreb)